# Australian Open 1971
L'Australian Open 1971 è stata la 59ª edizione dell'Australian Open e prima prova stagionale dello Slam per il 1971. Si è disputato dal 7 al 14 marzo sui campi in erba del White City Stadium di Sydney in Australia. Il doppio misto non si è disputato.

## Risultati

### Singolare maschile
Ken Rosewall ha battuto in finale  Arthur Ashe, 6–1, 7–5, 6–3.

### Singolare femminile
Margaret Court ha battuto in finale  Evonne Goolagong Cawley, 2–6, 7–6(0), 7–5.

### Doppio maschile
John Newcombe /  Tony Roche hanno battuto in finale  Tom Okker /  Marty Riessen, 6–2, 7–6.

### Doppio femminile
Evonne Goolagong Cawley /  Margaret Court hanno battuto in finale  Joy Emerson /  Lesley Hunt, 6–0, 6–0.

### Doppio misto
Il doppio misto non è stato disputato tra il 1970 e il 1985.